# Грстка, Якуб
Якуб Грстка (чеш. Jakub Hrstka; род. 17 марта 1990 года, Зубржи, Чехословакия) — чешский гандболист, игрок немецкого клуба «Дессау-Рослау» и сборной Чехии.

## Карьера

#### Клубная
Якуб Грстка начинал свою профессиональную карьеру в чешском клубе «Гумарни Зубржи» с которым стал трёхкратным серебряным призёром чемпионата Чехии и бронзовым призёром чемпионата Чехии. В 2011 году Хрстка стал игроком словацкого клуба «Татран», в составе клуба выиграл пять раз чемпионат Словакии.

## Награды
- Бронзовый призёр чемпионата Чехии: 2011
- Серебряный призёр чемпионата Чехии: 2008, 2009, 2010
- Победитель чемпионата Словакии: 2012, 2013, 2014, 2015, 2016, 2017, 2018, 2019
- Обладатель Кубка Словакии: 2012, 2013, 2014, 2015, 2016, 2017, 2018

## Статистика
| Сезон      | Клуб             | Лига       | Матчи | Голы | 7-метр | Голы |
| ---------- | ---------------- | ---------- | ----- | ---- | ------ | ---- |
| 2016-17    | ГК Татран Прешов | Екстралига | 31    | 197  | 38     | 159  |
| 2017-18    | ГК Татран Прешов | Екстралига | 34    | 167  | 30     | 137  |
| 2018-19    | ГК Татран Прешов | Екстралига | 15    | 68   | 1      | 67   |
| 2016-2019. | Итого            | Екстралига | 80    | 432  | 69     | 363  |